# Rocca Paolina

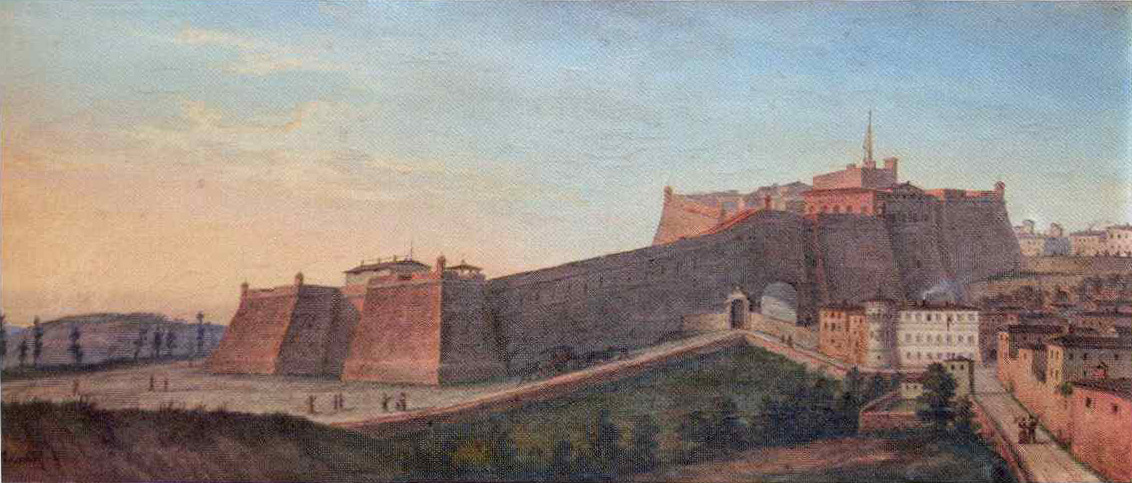
Veduta della fortezza in un dipinto del XIX secolo

La Rocca Paolina è una fortezza della città di Perugia.

## Storia
Fu costruita tra il 1540 e il 1543 per volere del papa Paolo III e ha rappresentato, fino al 1860, il simbolo del potere pontificio sull'antica città. La fortificazione fu progettata da Alessandro Tomassoni da Terni e Antonio da Sangallo il Giovane, che negli stessi anni era impegnato anche nella costruzione della Cittadella di Ancona (1533) e della Fortezza da Basso di Firenze (1534-1537). Le tre fortificazioni costituiscono i primi esempi di fronte bastionato all'italiana.
La Rocca Paolina venne realizzata su quelle che erano le case dei Baglioni, in seguito alla loro rivolta contro il papa, ed occupava ampia parte del versante sud di Perugia. Per la sua costruzione furono utilizzati i materiali dell'antico borgo di Santa Giuliana, demolito per intero con relative chiese e conventi, mentre le case, vie, torri e cortili ricadenti nel perimetro del nuovo edificio furono inglobati e coperti con possenti volte, costituendone il piano interrato.
In parte distrutta nel 1848, ricostruita nel 1860 per volere di papa Pio IX, la Rocca fu abbattuta definitivamente nei decenni successivi all'annessione al Regno d'Italia, offrendo lo spazio per la costruzione di molti edifici e sistemazioni ottocentesche (piazza Italia, via Masi, giardini Carducci, viale Indipendenza).
Con tali vasti sconvolgimenti urbanistici, dell'antica Rocca (articolata in tre parti: il Palazzo Papale, il "Corridore" e la "Tenaglia") rimasero solo i sotterranei del Palazzo Papale. Questi furono finalmente interessati da lavori di restauro e di rimozione delle macerie tra il 1932 e il 1965, lavori che permisero di aprirli al pubblico quale "città sotterranea" di grande fascino e suggestione.
Dal 1983 infine, la fortezza è attraversata dal percorso pedonale meccanizzato (scale mobili) che dalla stazione bus, lungo la circonvallazione extramurale, raggiunge l'acropoli etrusca. Oggi i suoi grandi e singolari spazi sono utilizzati, durante l'anno, per diverse manifestazioni culturali.
All'interno della rocca si possono ammirare anche i resti in pietra dell'antico "Giuoco del Pallone" (stadio di legno dove veniva praticato tale gioco).

## Struttura
La fortezza si articolava in tre parti: il Palazzo Papale, il Corridore e la Tenaglia rivolta verso la campagna. L'architetto ebbe comunque la sensibilità di incastonare nelle nuove muraglie a mattoni l'antica architettura etrusca denominata Porta Marzia, che ancora campeggia lungo l'omonima via. La costruzione della Rocca Paolina comportò la demolizione di circa trecento case (l'intero borgo di Santa Giuliana), dei palazzi dei Baglioni – la famiglia al tempo dominante la città e leader della rivolta – di varie torri e chiese tra cui la quattrocentesca Santa Maria dei Servi che le testimonianze del tempo reputavano la più bella della città.

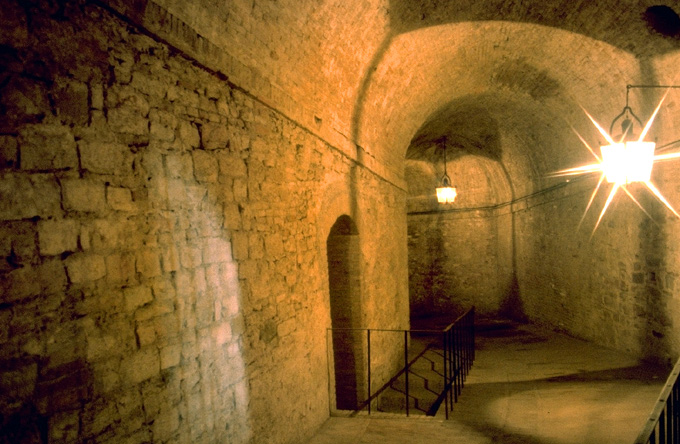
Veduta dell'ingresso nella rocca da Porta Marzia

La Rocca Paolina con la sua mole sinistra rappresentò fino al 1861 (Unità d'Italia) il simbolo del potere papale sull'antico libero comune. Con l'Unità la Rocca fu oggetto di sistematiche demolizioni dopo una prima fase già avuta con i moti del 1848, protrattasi fino alla fine del secolo, che portarono alla cancellazione di tutte e tre le parti anzidette. Solo il cinquecentesco Palazzo Papale fu sostituito con l'attuale Palazzo della Provincia, coi vicini palazzi e giardini delle sistemazioni Ottocentesche, poggianti sulle antiche strutture medievali -dette all'inizio- preesistenti alla fortezza.
Rimasta interrata e dimenticata per diversi decenni, nel 1932 vide iniziare lavori di svuotamento, completati nel 1965. Dal 1983 la Rocca Paolina è attraversata da un percorso di scale mobili che collegano la base dell'Acropoli etrusco-romana (Piazza Partigiani) con il suo cuore in Piazza Italia.

## Opere contemporanee presenti
Opere di artisti contemporanei dialogano con la storia di questo luogo,  la più imponente è Grande Nero di Alberto Burri, unica opera cinetica del maestro, collocata dal 1984, proprio su indicazione di Burri, nel salone delle acque della Rocca Paolina , (negli anni ’50 il salone era il serbatoio di acqua potabile). Ha la forma di un poliedro alto più di 7 metri, composto da sei elementi in acciaio scatolare, verniciato nero; l’elemento alla sommità, contiene una lunetta, che ruota grazie a un meccanismo azionato elettricamente. Lungo il percorso delle scale mobili, hanno trovato collocazione altre sculture contemporanee: “Il volo di colombe”, (1986) di Massimo Pierucci, dedicata dalla città di Perugia, al pacifista svedese Olof Palme, in ricordo della sua morte violenta, avvenuta nello stesso 1986; l’opera è visibile dalle prime rampe delle scale mobili. Infine il monumento in bronzo del 1985, di Romeo Mancini, dedicato ai “Democratici umbri vittime dello squadrismo fascista 1921-1922”, donato dall’artista alla città e collocato attualmente all’ingresso del Cerp Centro espositivo Rocca

## Nella letteratura
La Rocca Paolina è celebre per una delle più famose poesie di Giosuè Carducci dal titolo Il canto dell'amore.

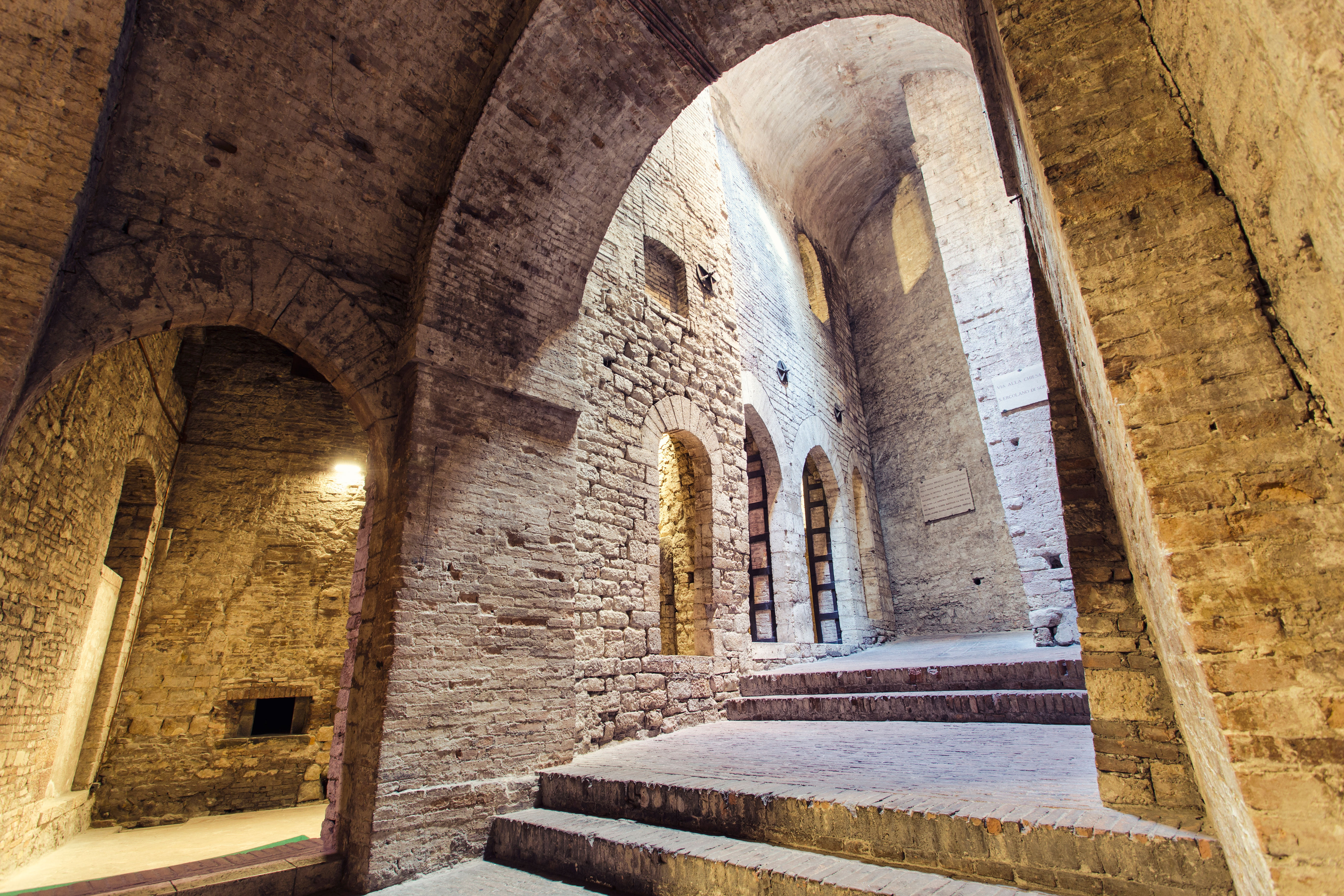
L'antico borgo medievale inglobato nella rocca

Co' baluardi lunghi e i sproni a sghembo!

La pensò Paol terzo una mattina

Tra il latin del messale e quel del Bembo.

— Quel gregge perugino in tra i burroni

Troppo volentier— disse — mi si svia.

Per ammonire, il padre eterno ha i tuoni

Io suo vicario avrò l'artiglieria.»
(Giosuè Carducci, Il canto dell'amore)